# Schönefelder Kreuz
Het Schönefelder Kreuz is een knooppunt in de Duitse deelstaat Brandenburg. Hier sluiten de A113 vanuit Berlijn en de Bundesautobahn 13 vanuit Dresden aan op de A10, de Berliner Ring.
Het knooppunt is een mengvorm van een klaverblad- en sterknooppunt en is genoemd naar de plaats Schönefeld die ongeveer 10 kilometer ten noorden van het knooppunt ligt.

## Geografie
Het knooppunt ligt in de gemeenten Mittenwalde en Schönefeld. Nabijgelegen dorpen zijn Königs Wusterhausen, Zeuthen en Wildau. Vlak bij het knooppunt ligt het natuurgebied Naturpark Dahme-Heideseen.

## Geschiedenis
Het knooppunt werd in 1938 geopend met de naam „Lausitzer Dreieck“ (later: „Lausitzer Abzweig“). Het was toen een trompetknooppunt. De verbindingsboog Frankfurt an der Oder−Dresden had destijds een straal van 170 meter, en een verkanting van 8 graden, wat in die tijd relatief weinig was; andere kunstwerken kenden een verkanting van meer dan 20 graden.
Na de bouw van de Berlijnse Muur moest er een autosnelweg komen vanaf de Lausitzer Dreieck om de zuidelijke ringweg van Berlijn in noordelijke richting te verbinden met Oost-Berlijn, omdat alle westelijker gelegen afslagen van de ring naar West-Berlijn leidden. Dit nieuwe stuk snelweg, nu deels de A113 en de A117 werd op het knooppunt aangesloten, waarmee het omgebouwd werd naar een klaverbladknooppunt. De verbindingsboog Frankfurt an der Oder-Dresden bleef hierbij behouden en er werd een nieuwe verbindingsboog Potsdam-Berlijn samen met het restant van een klaverbladknooppunt gebouwd.
De reconstructie van het Schönefelder Kreuz in de jaren 90 van de 20e eeuw resulteerde in een combinatie tussen een klaverbladknooppunt en een sterknooppunt en wordt ook wel een klaversterknooppunt of vlinderdas genoemd.

## Weg configuratie
Nabij het knooppunt heeft de A13 2 keer 2 rijstroken. De A10 heeft 2 keer 3 rijstroken. De A113 heeft 7 rijstroken: Vier richting Berlijn en drie richting Schönefelder Kreuz. Beide directe verbindingswegen hebben elk twee rijstroken, alle andere verbindingswegen hebben één rijstrook.

## Bouwvorm
Het knooppunt is gebouwd als een klaverblad met twee directe aansluitingen.

## Bijzonderheid
De verbindingsbogen van de A10 naar de A13 of de A113 kruisen eerst de wegen waarop ze aansluiten alvorens er op aan te sluiten.

## Verkeersintensiteiten
Dagelijks passeren 125.000 voertuigen het knooppunt, dit maakt het tot een van de drukste knooppunten in Brandenburg.
Handmatige verkeerstelling 2010
| Van                           | naar                          | Gemiddeld aantel voertuigen per dag | Percentage Vrachtverkeer |
| ----------------------------- | ----------------------------- | ----------------------------------- | ------------------------ |
| AS Königs Wusterhausen (A 10) | Schönefelder Kreuz            | 75.900                              | 19,3 %                   |
| Schönefelder Kreuz            | AS Rangsdorf (A 10)           | 66.200                              | 25,7 %                   |
| Schönefelder Kreuz            | AS Ragow (A 13)               | 45.600                              | 13,3 %                   |
| Schönefelder Kreuz            | Waltersdorfer Dreieck (A 113) | 65.100                              | 7,8 %                    |

## Richtingen knooppunt
| Aansluitende wegen                                 | Aansluitende wegen                                            | Aansluitende wegen                             | Aansluitende wegen | Aansluitende wegen |
| -------------------------------------------------- | ------------------------------------------------------------- | ---------------------------------------------- | ------------------ | ------------------ |
|                                                    |                                                               | richting Berlijn-Centrum Luchthaven Schönefeld |                    |                    |
|                                                    |                                                               |                                                |                    |                    |
| richting Rangsdorf / Potsdam Leipzig / Maagdenburg | richting Königs Wusterhausen Prenzlau / Frankfurt an der Oder |                                                |                    |                    |
|                                                    |                                                               |                                                |                    |                    |
|                                                    |                                                               | richting Dresden / Cottbus                     |                    |                    |